# Bác sĩ đa khoa

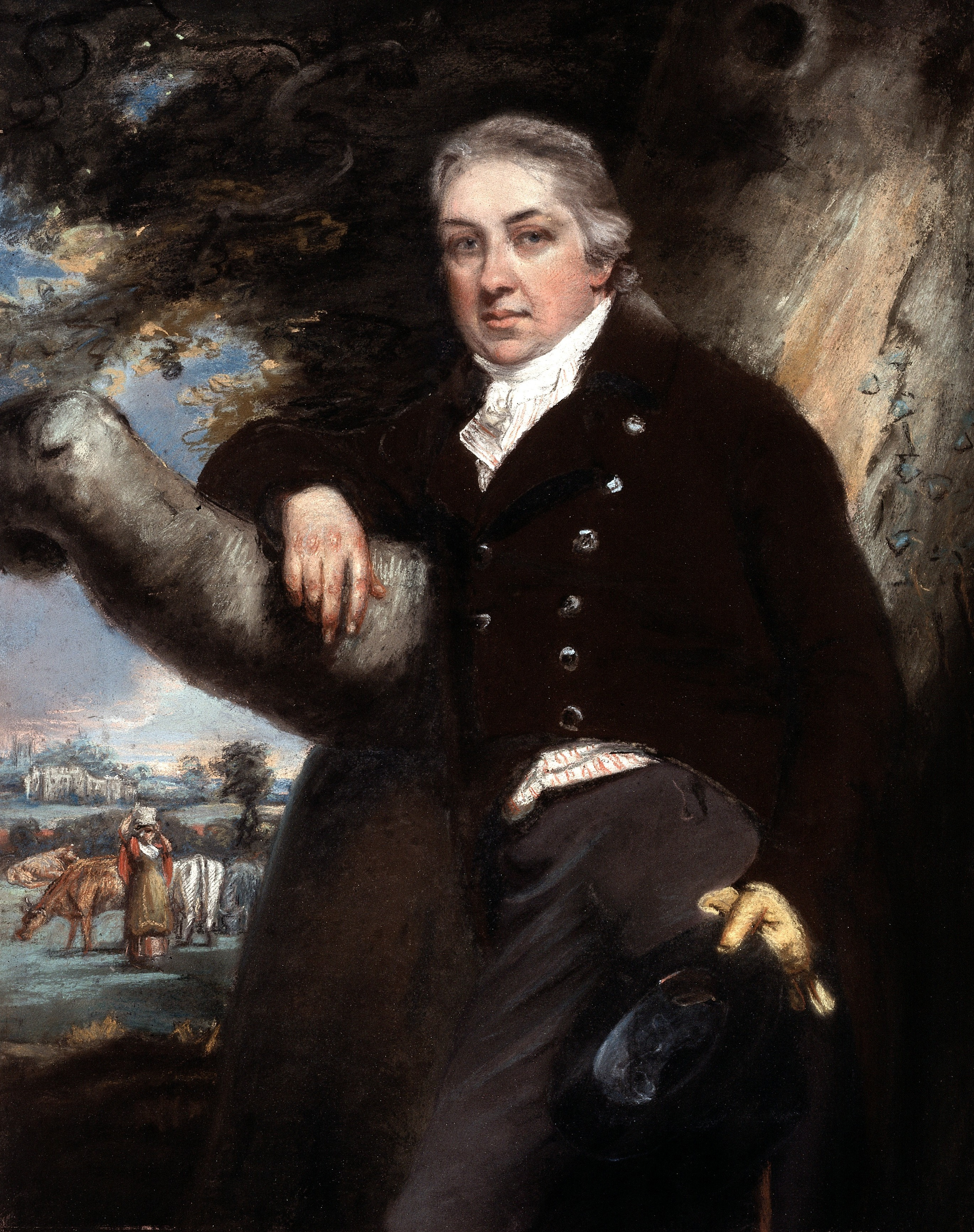
Bác sĩ đa khoa Edward Jenner (1749 - 1823).

Bác sĩ đa khoa còn được gọi là "bác sĩ tổng quát" hay "bác sĩ gia đình", là một bác sĩ điều trị các bệnh mãn và cấp tính, đưa ra các biện pháp phòng bệnh, hướng dẫn phục hồi sức khỏe và kê thuốc cho bệnh nhân. "Một bác sĩ đa khoa giỏi sẽ điều trị bệnh nhân không những trên phương diện nghề nghiệp mà còn coi họ như người thân" (Trích: "The good GP will treat patients both as people and as a population".)
Sự khác nhau giữa bác sĩ đa khoa và bác sĩ chuyên khoa hay bác sĩ giải phẫu đó là họ khám bệnh theo phương pháp tiếp cận toàn diện về thể trạng bệnh nhân cũng như môi trường sinh học, tâm lý và xã hội nơi bệnh nhân ở. Nhiệm vụ chẩn đoán của họ không hạn chế vào một cơ quan nội tạng cụ thể của người khám, và bác sĩ đa khoa được đào tạo nhằm điều trị bệnh nhân với nhiều vấn đề sức khỏe mắc phải. Họ không giới hạn chữa trị theo giới tính, tuổi tác và mức độ phức tạp của căn bệnh mà họ sẽ điều trị phụ thuộc vào quy định ở từng quốc gia.
Ở hệ thống y tế của một số nước, bác sĩ đa khoa làm việc tại những trung tâm chăm sóc sức khỏe và đóng một vai trò quan trọng ở đó. Ở một số nước đang phát triển, bác sĩ đa khoa có thể hoạt động riêng độc lập tại những phòng khám tư nhân hay tại gia.
Vai trò của bác sĩ đa khoa thay đổi rất lớn giữa các quốc gia hay thậm chí trong mỗi quốc gia. Ở vùng đô thị của các nước phát triển vai trò của họ hẹp hơn và tập trung vào chữa trị các bệnh mãn tính, điều trị bệnh cấp tính nhưng không ảnh hưởng nguy hiểm tới sức khỏe; hoặc bác sĩ đa khoa có vai trò chẩn đoán sơ bộ, phát hiện sớm và giới thiệu cho bệnh nhân đến một bệnh viện chuyên khoa, hoặc hướng dẫn chăm sóc sức khỏe, phòng bệnh hoặc thực hiện tiêm chủng. Trong khi đó, ở những vùng nông thôn của các nước đang phát triển hoặc phát triển, bác sĩ đa khoa có thể tham gia vào những ca sơ cứu khẩn cấp, hộ sinh; hoặc tại một số bệnh viện cấp huyện hoặc tỉnh họ tiến hành các ca phẫu thuật không phức tạp.
Ở một số nước phát triển thuật ngữ "bác sĩ đa khoa" (GP) đôi khi cũng đồng nghĩa với "bác sĩ gia đình".
Về mặt lịch sử, vai trò của bác sĩ đa khoa thường đồng nhất với bằng cấp bác sĩ tại các trường y khoa. Từ những năm 1950, ở nhiều nước, ngành đào tạo bác sĩ đa khoa trở thành một ngành riêng, sinh viên y học ngành này với chương trình đào tạo riêng và tốt nghiệp ngành bác sĩ đa khoa.
Tuyên ngôn Alma Ata năm 1978 đặt ra nền tảng tri thức về bác sĩ đa khoa và vấn đề chăm sóc sức khỏe ngày nay.